# Scottburgh
Scottburgh ist eine Stadt an der Ostküste in Südafrika. Die Stadt liegt in der Gemeinde uMdoni im Distrikt Ugu, KwaZulu-Natal und hatte 2011 11.403 Einwohner. Sie liegt 58 Kilometer südlich von der Metropole Durban auf einer Höhe von 19 Metern über dem Meeresspiegel entlang kilometerlanger Strände mit dem warmen Wasser des Indischen Ozeans. Dies und die hügelige und bewaldete Gegend machen das Gebiet um Scottburgh zu einem beliebten Ferienort in Südafrika. Neben Scottburgh befinden sich auch noch Park Rynie, Kelso und Pennington in der Gemeinde uMdoni, in der mittleren South Coast.

## Wirtschaft
Scottburgh ist das Wirtschaftszentrum uMdonis. Die wichtigsten Bereiche sind der Tourismus und die Landwirtschaft. Die N2 bietet der Stadt eine Anbindung an die Metropolgemeinde eThekwini und in den Süden. Außerdem gibt es in Scottburgh einen Eisenbahnanschluss.
Scottburgh ist in erster Linie ein Touristengebiet mit Bademöglichkeiten im Meer und in Schwimmbecken sowie weiteren Sportangeboten. Außerdem gibt es Einrichtungen für Camper und Wohnwagenbesitzer.
Es gibt viele Farmer, die Zuckerrohr anbauen und dementsprechend Zuckerverarbeiter, die das Rohr aufkaufen. Zucker ist seit Mitte des 19. Jahrhunderts die Grundlage der dort gewachsenen Industrie und spielt auch heute noch eine wichtige wirtschaftliche Rolle.

## Geschichte
Das Gebiet um Scottburgh ist tief in der Zulukultur verankert. Schon König Shaka ist hier gewesen und hat sich über die Vogelvielfalt gewundert. Er fragte sich, wie die vielen Vögel ihre eigenen Nester wiederfinden konnten und nannte deshalb den Fluss an dem die heutige Stadt gebaut ist, Mpanbonyoni, was so viel wie „Vogelverwirrer“ bedeutet. An der Quelle des Flusses erinnert eine Gedenktafel an der Vorfall.
Als Scottburgh um 1860 gegründet wurde, war sie die erste Stadt, die südlich von Durban angelegt wurde. Für den Namen stand der Vizegouverneur Natals, Sir John Scott, Pate. Um die Jahrhundertwende gab es in der flachen Bucht Davenport einen gutlaufenden Hafen, der vor allem von den Zuckerproduzenten benutzt wurde. Allerdings konnte er sich nicht gegen die Eisenbahn behaupten. Schließlich wurde die Betreibergesellschaft des Hafens insolvent.
Eine wichtige Rolle in der Region spielten die Byrne-Siedler aus dem Vereinigten Königreich, die ab 1850 ins Land kamen. Insbesondere zwei Familien haben ihr Erbe hinterlassen; zum einen Joseph und Fanny Landers, nach denen das Landersriff benannt wurde, und zum anderen die Gebrüder Crooke, die mit der erfolgreichen Zuckertradition begannen. Crookes Brothers ist eines der ältesten Familienunternehmen an der Johannesburger Börse.